# Elaphoglossum jaliscanum
Elaphoglossum jaliscanum är en träjonväxtart som beskrevs av John T. Mickel. Elaphoglossum jaliscanum ingår i släktet Elaphoglossum och familjen Dryopteridaceae. Inga underarter finns listade.